# Riesen-Schwingel
Der Riesen-Schwingel (Festuca gigantea (L.) Vill., Syn.: Lolium giganteum (L.) Darbysh.), auch als Bachweizen bezeichnet, ist eine Pflanzenart innerhalb der Familie der Süßgräser (Poaceae). Dieses Waldgras ist in Eurasien und Afrika weitverbreitet und fällt durch seine Größe auf.

## Beschreibung

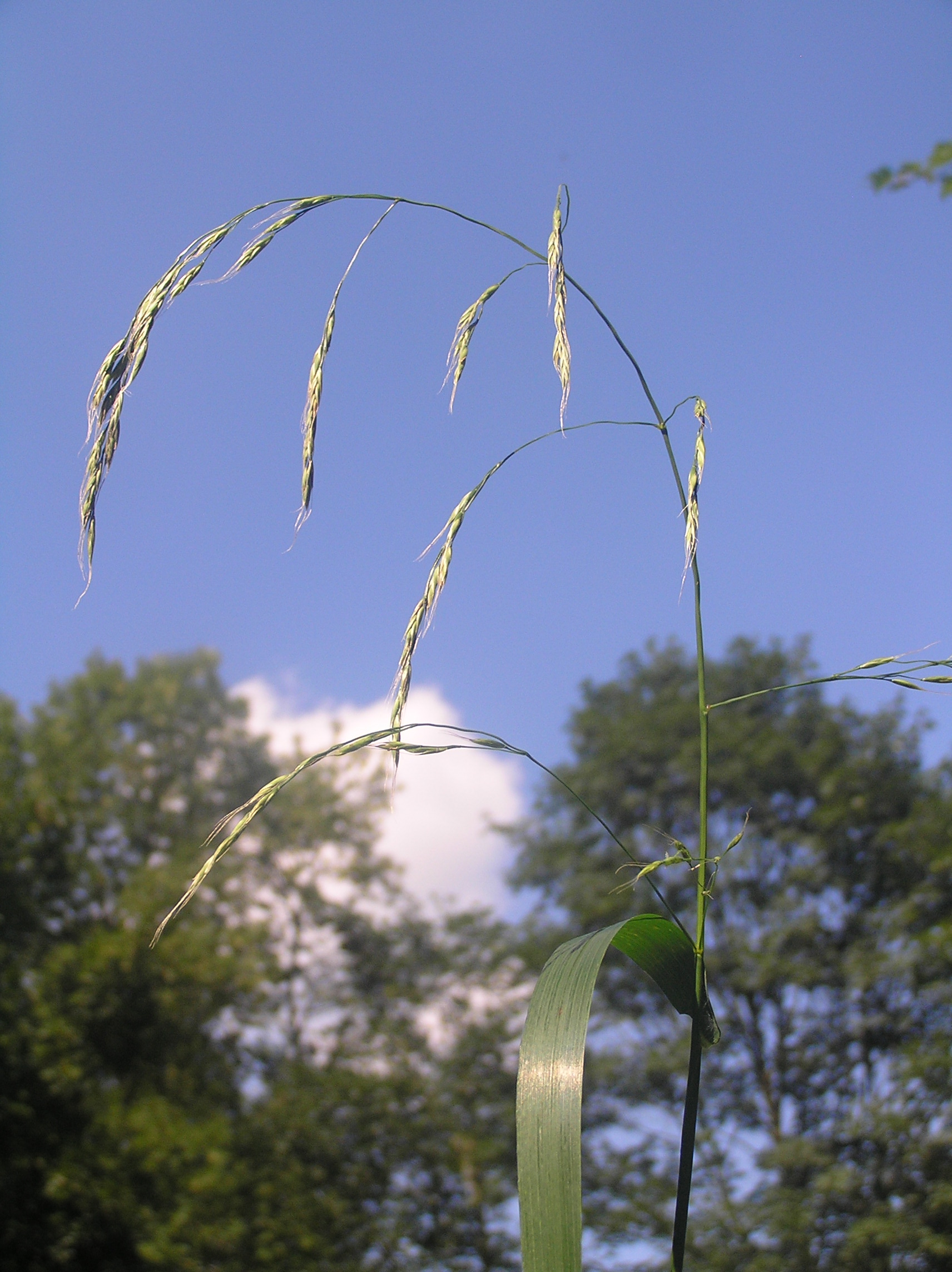
Blütenstand

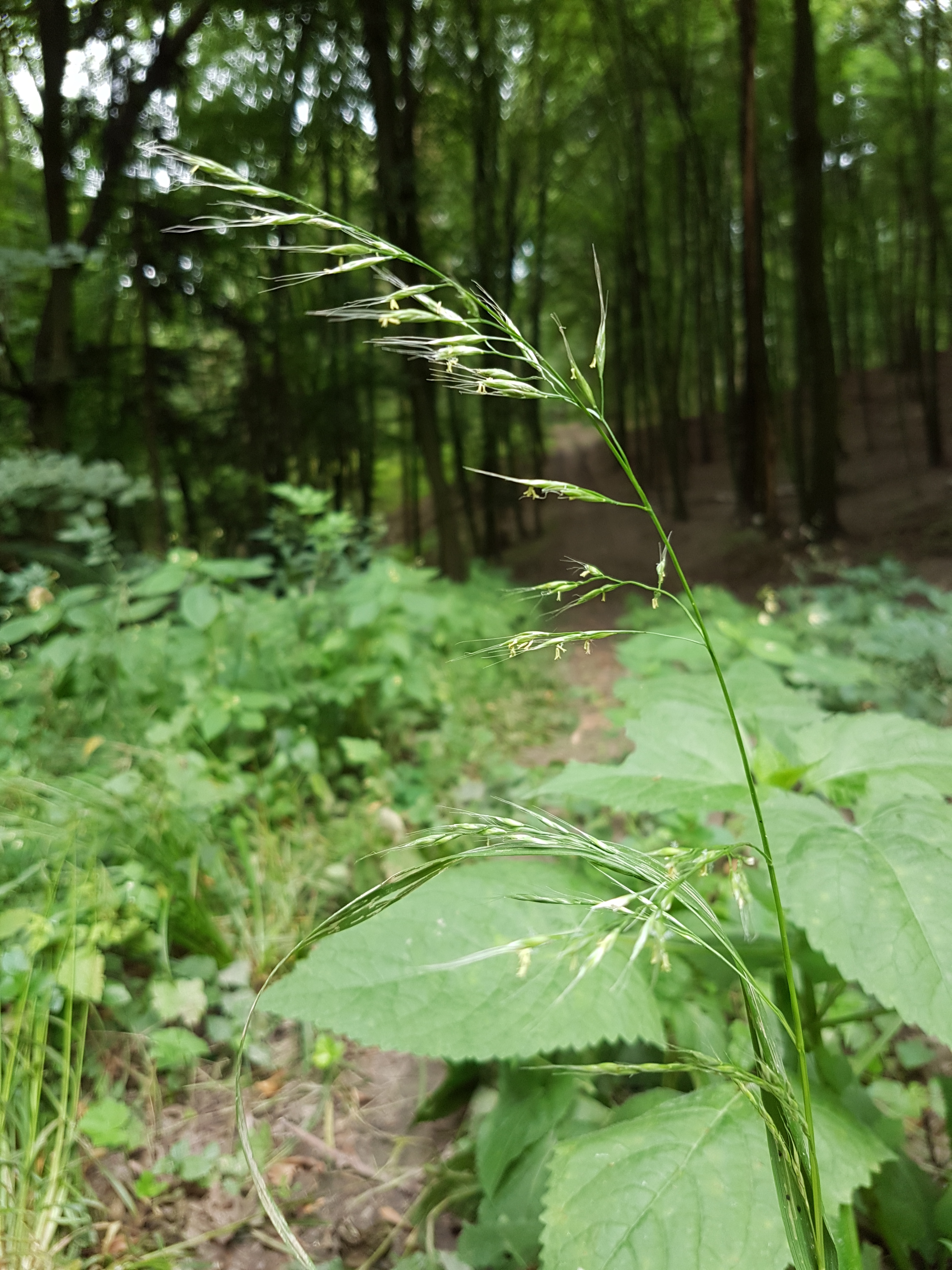
Blütenstand

Ährchen

### Vegetative Merkmale
Der Riesen-Schwingel ist eine sommergrüne, ausdauernde krautige Pflanze. Es wächst horstförmig und bildet keine Ausläufer. Die 40 bis 150 Zentimeter (bis zu 2 Meter) hohen Halme steigen aufrecht oder vom Grund an bogig auf, sind unverzweigt und verfügen über zwei bis fünf bräunlich-rötlich gefärbte Knoten.
Die wechselständigen Laubblätter sind in Blattscheide und Blattspreite gegliedert. Die kahlen und an den Rändern rauen Blattscheiden sind offen und auf dem Rücken gerundet. Die oberste Blattscheide umhüllt den Halm bis zur Basis der Blütenrispe. Das Blatthäutchen (Ligula) ist bis zu 2 Millimeter lang, ist gestutzt und trägt an der Mündung große, spitze, den Halm krallenartig umfassende Blattöhrchen. Die bogig überhängenden Grund- und Stängelblätter sind flach, bis zu 60 Zentimeter lang und 5 bis 15 Millimeter breit. Die Blattoberseite ist grau-grün und zuweilen rau, die -unterseite dunkel-grün, glänzend und meist glatt.

### Generative Merkmale
Die Blütezeit reicht von Juni bis August. Der allseitswendige rispige Blütenstand ist bis zu 40 Zentimeter lang. Die Rispenäste stehen stets in Paaren an der rauen Rispenachse, wobei der kürzere meist mehrere Ährchen trägt. Die Rispenäste stehen zunächst weit, fast waagerecht ab, später hängen sie schlaff über. Die locker drei- bis zehnblütigen Ährchen sind bei einer Länge von 10 bis 15 Millimeter schmal-lanzettlich. Die Hüllspelzen sind bei einer Länge von etwa 8 Millimeter linealisch und zugespitzt. Die Deckspelzen sind bei einer Länge von etwa 9 Millimeter breit lanzettlich. Sie sind fein rau, auf dem Rücken gerundet und fünfnervig. Sie tragen eine 10 bis 20 Millimeter lange, gerade oder leicht geschlängelte Granne. Die Abbruchstelle des Kallus ist sehr schief; ein Merkmal, das nur diese Festuca-Art hat. Die Vorspelzen sind fein rau gekielt. Die Staubblätter sind 2,5 bis 3 Millimeter lang.
Die Chromosomenzahl beträgt 2n = 42.

## Vorkommen
Der Riesen-Schwingel ist in Eurasien von Spanien bis zum südlichen zentralen China weitverbreitet. Die Angaben von Bioko in Afrika sind unrichtig und beziehen sich auf Festuca mekiste Clayton. In Europa kommt er in fast allen Ländern vor und fehlt nur in Island, Lettland und Nordmazedonien.
Der Riesen-Schwingel wächst in Mitteleuropa in feuchten Wäldern, besonders in Eichen-, Buchen- und Laubmischwäldern, auf Waldwegen und Lichtungen. Er gedeiht meist auf feuchten bis nassen, nährstoff- und basenreichen Tonböden. Er wächst vor allem längs der Wasserläufe in Auwäldern, als deren Verbandscharakterart er gilt (Alno-Ulmion). In den Allgäuer Alpen steigt er in Bayern zwischen Trifthütte und Speicherhütte nördlich Warth (Vorarlberg) bis zu einer Höhenlage von 1700 Meter auf. In Liechtenstein erreicht er am Heubühl und bei Triesen gegen den Mittlerspitz eine Höhenlage von 1600 Meter.
Die ökologischen Zeigerwerte nach Landolt et al. 2010 sind in der Schweiz: Feuchtezahl F = 4w+ (sehr feucht aber stark wechselnd), Lichtzahl L = 2 (schattig), Reaktionszahl R = 3 (schwach sauer bis neutral), Temperaturzahl T = 3+ (unter-montan und ober-kollin), Nährstoffzahl N = 3 (mäßig nährstoffarm bis mäßig nährstoffreich), Kontinentalitätszahl K = 3 (subozeanisch bis subkontinental).

## Taxonomie
Die Erstveröffentlichung erfolgte 1753 unter dem Namen (Basionym) Bromus giganteus durch Carl von Linné in Species Plantarum, Tomus I, Seite 77. Die Neukombination zu Festuca gigantea (L.) Vill. wurde bereits 1787 durch Dominique Villars in Histoire des Plantes de Dauphiné, Volume 2, Seite 110 veröffentlicht. Die Neukombination zu  Lolium giganteum (L.) Darbysh. wurde 1993 durch S. J. Darbyshire in Novon, Volume 3, Seite 241 veröffentlicht. Der Name Schedonorus giganteus (L.) Holub wurde 1998 durch Josef Holub in Preslia, Volume 70, Seite 113 veröffentlicht. Je nach Autor werden andere Namen als gültig dargestellt.
Weitere Synonyme von Festuca gigantea (L.) Vill. sind: Lolium giganteum (L.) Darbysh., Avena flaccida Hack., Avena gigantea (L.) Salisb., Bromus aquaticus Schrank, Bromus bonassorum Bornm., Bromus giganteus var. depauperatus Bréb., Bromus giganteus var. hispidus Pauquy, Bromus giganteus var. hispidus Mutel, Bromus giganteus var. pubescens Pauquy, Bromus giganteus var. triflorus Sweet, Bromus giganteus var. villosus Koeler, Bromus glaber Reichard nom. illeg., Bromus gyganteus Crantz orth. var., Bromus longifolius Lyons, Bromus scheuchzeri C.C.Gmel. nom. superfl., Bromus strigosus Lam., Bromus triflorus L., Bucetum giganteum Parn., Drymonaetes giganteus (L.) Fourr., Festuca bonassorum Bornm., Festuca gigantea var. arcana Stepanov, Festuca gigantea var. glaucescens Zapał., Festuca gigantea var. latifolia Peterm., Festuca gigantea var. multiflora Legendre, Festuca gigantea var. multiflora Alef., Festuca gigantea var. nemoralis Asch. & Graebn., Festuca gigantea var. pubescens Grognot, Festuca gigantea var. subtriflora Schur, Festuca gigantea var. triflora (L.) Alef., Festuca gigantea var. triflora (L.) Hartm., Festuca gigantea var. uliginosa Schur, Festuca haussknechtii Torges, Festuca pseudogigantea Ovcz. & Shibkova, Festuca triflora (L.) Sm. nom. illeg., Forasaccus giganteus (L.) Bubani, Trisetum flaccidum (Hack. ex Hook. f.) R.R.Stewart Zerna gigantea (L.) Gray und Zerna gigantea var. triflora (L.) Gray.